# アサグ
アサグ（Asag）はシュメール神話に登場する悪魔。叙事詩『ルガル・エ』によると、岩石の兵で人間を襲ったが英雄神ニヌルタに打ち負かされた。
アサグという名前は「病気を引き起こす悪魔」を意味する。
巨大で丸く、三つの足と三つの腕で首がない怪物で、体全体に数個の目がある。硬い肌は岩のような質感をしていて傷つけることができない。
また、いくつかの古代メソポタミアの怪物図像がアサグではないかと言われることもあるが、いずれも確証はない。
アッカド語ではアサック（Asakku）。